# Megalomus sammnesianus
Megalomus sammnesianus är en insektsart som beskrevs av Gonzalez Olazo 1987. Megalomus sammnesianus ingår i släktet Megalomus och familjen florsländor. Inga underarter finns listade i Catalogue of Life.